# Bách khoa Toàn thư Quân sự Việt Nam
Bách khoa Toàn thư Quân sự Việt Nam là bộ sách tra cứu cung cấp một cách hệ thống, toàn diện các tri thức về khoa học quân sự Việt Nam và thế giới qua các thời đại cũng như các ngành khoa học liên quan, bao gồm các kiến thức về xây dựng lực lượng vũ trang, lịch sử chiến tranh và nghệ thuật quân sự, vũ khí, trang bị kỹ thuật quân sự, hậu cần quân sự. Bộ Bách khoa Toàn thư Quân sự Việt Nam do Ban Chỉ đạo biên soạn Bách khoa toàn thư quân sự Việt Nam, Bộ Quốc phòng chỉ đạo biên soạn, Nhà xuất bản Quân đội nhân dân Việt Nam xuất bản.

## Ban Chỉ đạo biên soạn
Xuất phát từ yêu cầu xây dựng quân đội chính quy, hiện đại và sự phát triển của khoa học quân sự, hệ thống khái niệm quân sự ngày càng đa dạng, cần được chuẩn hóa và thống nhất. Bách khoa Toàn thư Quân sự Việt Nam  được triển khai từ nền tảng của các dự án như Từ điển Anh–Việt quân sự, Từ điển địa danh lịch sử quân sự và Từ điển thuật ngữ quân sự , Từ điển Bách khoa Quân sự Việt Nam.
Bộ Bách khoa Toàn thư Quân sự Việt Nam gồm 6 quyển, được triển khai đồng bộ các công đoạn biên soạn từ năm 2007. Tính đến hết năm 2016, đã tổ chức biên soạn được 4.515 mục từ; biên tập khoa học 4.400 mục từ; biên tập kỹ thuật từ điển 3.480 mục từ; minh họa được 2.800 bản đồ, sơ đồ, ảnh. Từ quyển một đến quyển 5 có tổng số hơn 5.000 mục từ và 3.500 minh họa (ảnh, bản đồ, sơ đồ, hình vẽ…), mỗi quyển có độ dày 850-1.200 trang.
Năm 2014,  Ban Chỉ đạo biên soạn Bách khoa toàn thư quân sự Việt Nam thuộc Bộ Quốc phòng đã tổ chức Hội nghị đánh giá kết quả biên soạn, chuẩn bị cho xuất bản tập Lịch sử quân sự. Quyển 1 về Lịch sử quân sự được in ấn và xuất bẩn vào năm 2015. 
Đối với quyển 2 về Địa lý quân sự cũng đã được biên soạn chặt chẽ, khoa học, từ việc biên soạn kênh chữ, kênh hình và ấn phẩm xuất bản với 561 mục từ xuất bản vào đầu năm 2017.
Ngày 15/10/2021, Ban Chỉ đạo Biên soạn Từ điển quân sự và Bách khoa toàn thư Quân sự Việt Nam đã tổ chức hội nghị thông qua kết quả biên soạn quyển Kĩ thuật – Hậu cần Quân sự thuộc Bộ Bách khoa toàn thư Quân sự Việt Nam.  Năm 2022, đã in ấn, xuất bản quyển 3 về Kỹ thuật - Hậu cần quân sự.
Hiện quyển 4, Nghệ thuật quân sự đã được nghiệm thu mục từ bởi Hội đồng khoa học tại Viện lịch sử Quân sự, Bộ tổng Tham mưu.

## Các quyển
- Quyển 1. Lịch sử Quân sự (Nhà xuất bản Quân đội nhân dân xuất bản vào năm 2015)
- Quyển 2. Địa lý quân sự (Nhà xuất bản Quân đội nhân dân xuất bản vào năm 2017)[1]
- Quyển 3. Kỹ thuật - Hậu cần quân sự (Nhà xuất bản Quân đội nhân dân xuất bản vào năm 2022)[1]
- Quyển 4. Nghệ thuật quân sự (Chưa xuất bản).
- Quyển 5. Nhân vật Chính trị quân sự và Tổ chức Lực lượng vũ trang (Chưa xuất bản)..
- Quyển 6. Tổng dẫn (Chưa xuất bản).